# Caumont (Pas-de-Calais)
Pour les articles homonymes, voir Caumont.
Caumont est une commune française située dans le département du Pas-de-Calais en région Hauts-de-France. Ses habitants sont appelés les Caumontois.
La commune fait partie de la communauté de communes des 7 Vallées qui regroupe 66 communes et compte 29 425 habitants en 2022.

## Géographie

### Localisation
Localisée dans le sud-est du département du Pas-de-Calais, Bléquin est une commune située, à vol d'oiseau, à 8 km au nord-ouest de la commune de Auxi-le-Château, à 9 km au sud de la commune d'Hesdin-la-Forêt et à 27 km au sud-est de la commune de Montreuil-sur-Mer (chef-lieu d'arrondissement).
Le territoire de la commune est limitrophe de ceux de six communes.
Les communes limitrophes sont  Chériennes, Fontaine-l'Étalon, Gennes-Ivergny, Labroye, Regnauville et Tollent.

### Géologie et relief
La superficie de la commune est de 9,44 km2 ; son altitude varie de 25  à   130 m.

### Hydrographie
Le territoire de la commune est situé dans le bassin Artois-Picardie.
La commune est traversée par le ruisseau de la Fontaine Riante, cours d'eau naturel non navigable de 6,2 km, qui prend sa source dans la commune de Fontaine-l'Étalon et se jette dans l'Authie au niveau de la commune de Boufflers.

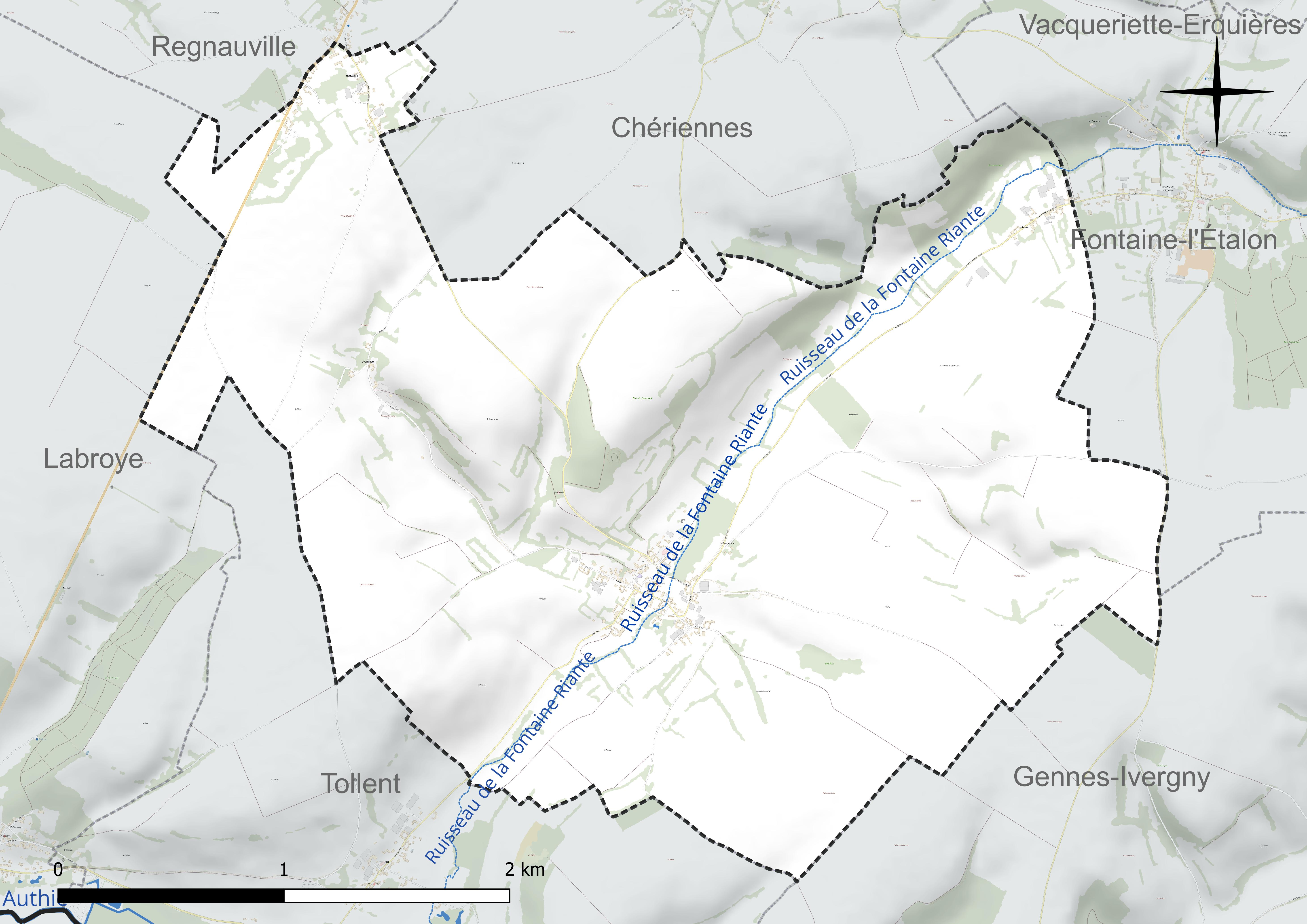
Réseau hydrographique de Caumont.

### Climat
Pour des articles plus généraux, voir Climat des Hauts-de-France et Climat du Pas-de-Calais.
En 2010, le climat de la commune est de type climat océanique altéré, selon une étude du CNRS s'appuyant sur une série de données couvrant la période 1971-2000. En 2020, Météo-France publie une typologie des climats de la France métropolitaine dans laquelle la commune est exposée à un climat océanique et est dans la région climatique Côtes de la Manche orientale, caractérisée par un faible ensoleillement (1 550 h/an) ; forte humidité de l’air (plus de 20 h/jour avec humidité relative > 80 % en hiver), vents forts fréquents.
Pour la période 1971-2000, la température annuelle moyenne est de 10,2 °C, avec une amplitude thermique annuelle de 12,9 °C. Le cumul annuel moyen de précipitations est de 826 mm, avec 12,6 jours de précipitations en janvier et 8,4 jours en juillet. Pour la période 1991-2020, la température moyenne annuelle observée sur la station météorologique la plus proche, située sur la commune de Humières à 17 km à vol d'oiseau, est de 10,9 °C et le cumul annuel moyen de précipitations est de 856,9 mm,. Pour l'avenir, les paramètres climatiques de la commune estimés pour 2050 selon différents scénarios d'émission de gaz à effet de serre sont consultables sur un site dédié publié par Météo-France en novembre 2022.

### Paysages
Pour un article plus général, voir Paysage en France.
La commune s'inscrit dans le « paysage du val d’Authie » tel que défini dans l’atlas des paysages de la région Nord-Pas-de-Calais, conçu par la direction régionale de l'Environnement, de l'Aménagement et du Logement (DREAL),.
Ce paysage, qui concerne 83 communes, se délimite : au sud, dans le département de la  Somme par le « paysage de l’Authie et du Ponthieu, dépendant de l’atlas des paysages de la Picardie et au nord et à l’est par les paysages du Montreuillois, du Ternois et les paysages des plateaux cambrésiens et artésiens. Le caractère frontalier de la vallée de l’Authie, aujourd’hui entre le Pas-de-Calais et la Somme, remonte au Moyen Âge où elle séparait le royaume de France du royaume d’Espagne, au nord.
Son coteau Nord est net et escarpé alors que le coteau Sud offre des pentes plus douces. À l’Ouest, le fleuve s’ouvre sur la baie d'Authie, typique de l’estuaire picard, et se jette dans la Manche. Avec son vaste estuaire et les paysages des bas-champs, la baie d’Authie contraste avec les paysages plus verdoyants en amont.
L’Authie, entaille profonde du plateau artésien, a créé des entités écopaysagères prononcées avec un plateau calcaire dont l’altitude varie de 100  à   163 m qui s’étend de chaque côté du fleuve. L’altitude du plateau décline depuis le pays de Doullens, à l'est (point culminant à 163 m), vers les bas-champs picards, à l'ouest (moins de 40 m). Le fond de la vallée de l’Authie, quant à lui, est recouvert d’alluvions et de tourbes. L’Authie est un fleuve côtier classé comme cours d'eau de première catégorie où le peuplement piscicole dominant est constitué de salmonidés. L’occupation des sols des paysages de la Vallée de l’Authie est composée pour 70 % en culture.

### Milieux naturels et biodiversité

#### Zones naturelles d'intérêt écologique, faunistique et floristique
L’inventaire des zones naturelles d'intérêt écologique, faunistique et floristique (ZNIEFF) a pour objectif de réaliser une couverture des zones les plus intéressantes sur le plan écologique, essentiellement dans la perspective d’améliorer la connaissance du patrimoine naturel national et de fournir aux différents décideurs un outil d’aide à la prise en compte de l’environnement dans l’aménagement du territoire.
Le territoire communal comprend une ZNIEFF de type 1 : la forêt de Labroye et les côtes de Biencourt. Cette ZNIEFF est située dans le complexe écologique de la moyenne vallée de l’Authie et de ses versants, la forêt de Labroye en occupant la partie centrale.
et une ZNIEFF de type 2 : la moyenne vallée de l’Authie et ses versants entre Beauvoir-Wavans et Raye-sur-Authie. Cette ZNIEFF de la moyenne vallée de l’Authie comprend une organisation paysagère régulière avec le fond de vallée humide, des versants calcaires, pentes boisées et hauteurs cultivées.

Carte des ZNIEFF de type 1 et 2 sur la commune
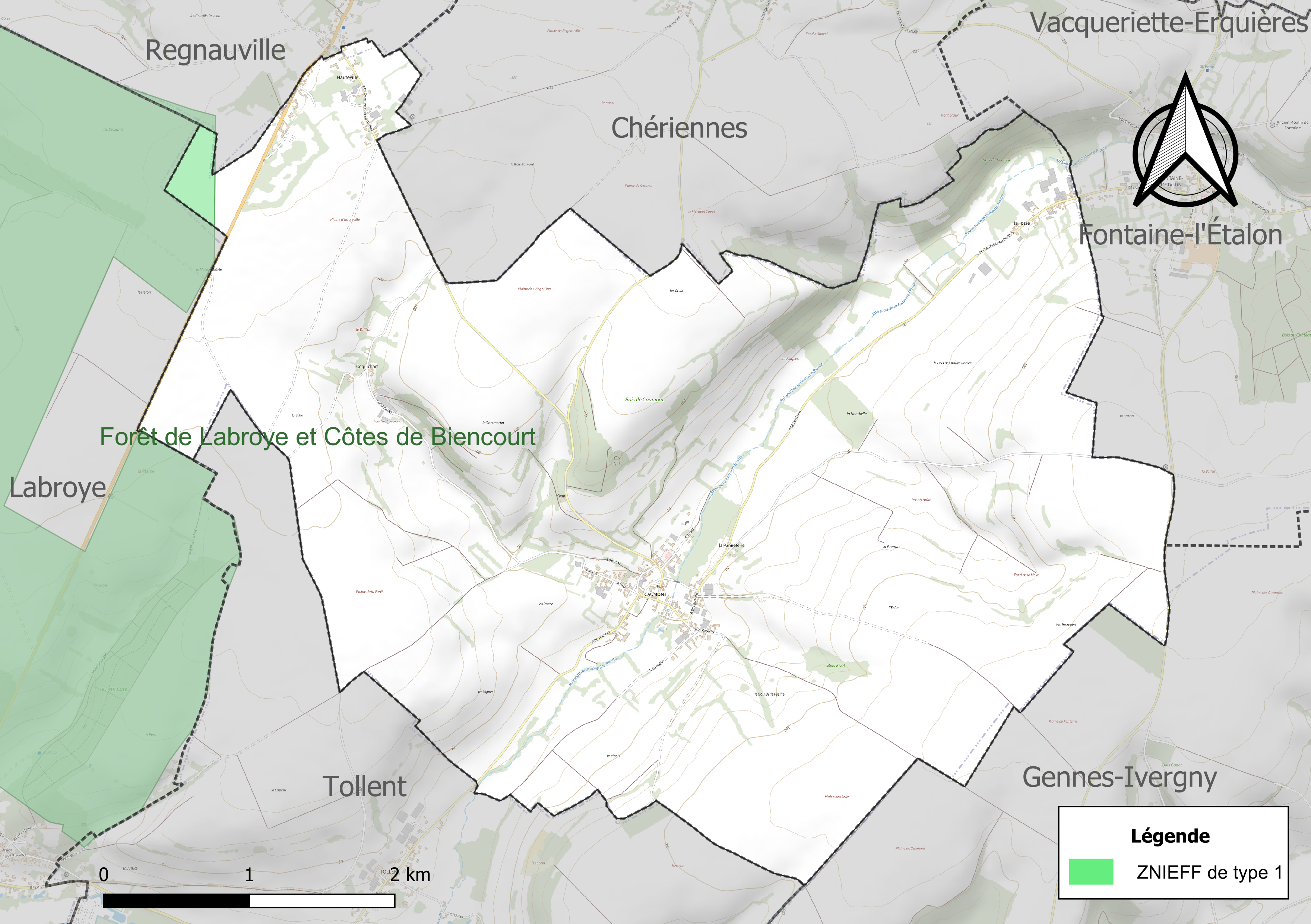
Carte de la ZNIEFF de type 1 sur la commune.
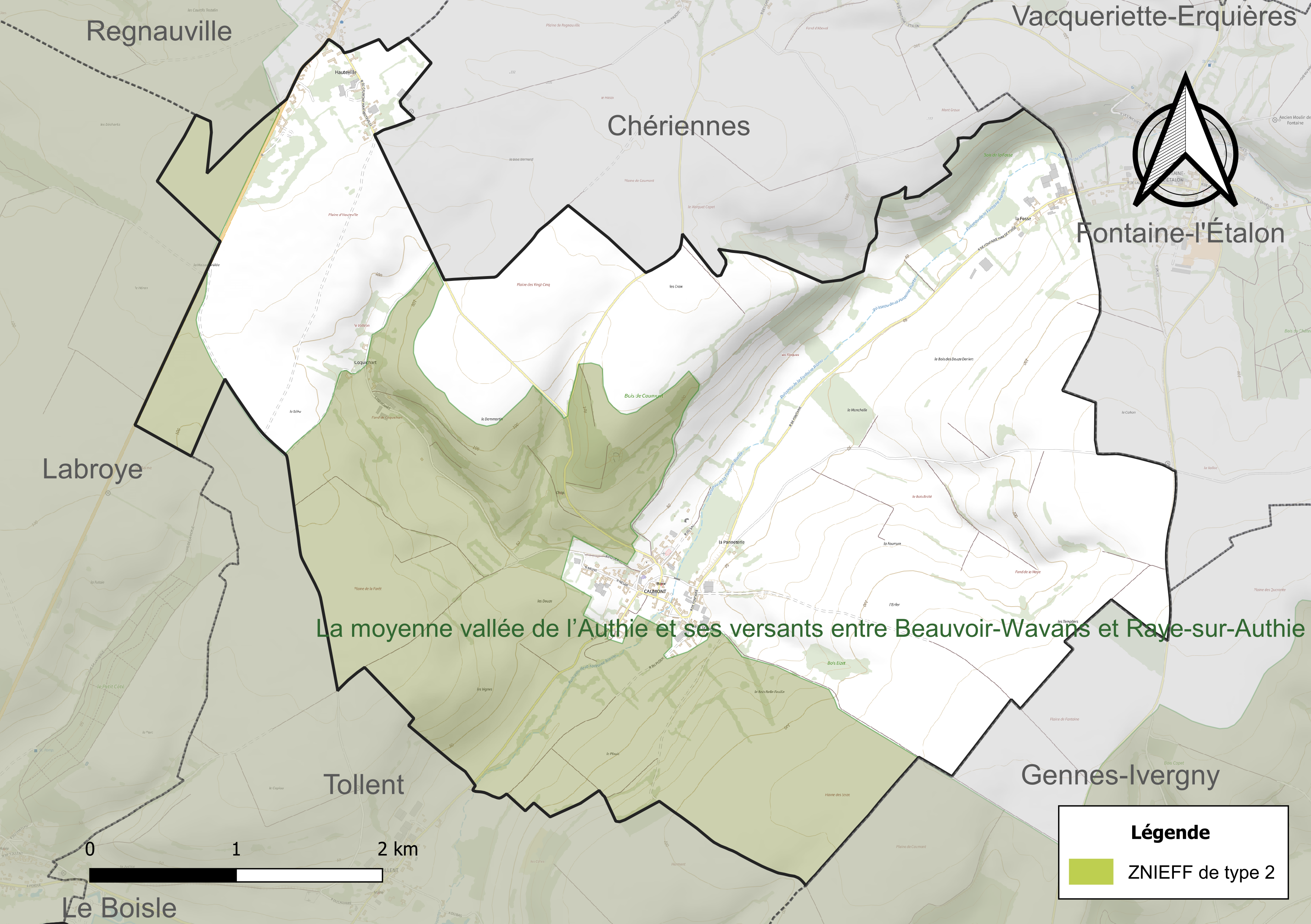
Carte de la ZNIEFF de type 2 sur la commune.

## Urbanisme

### Typologie
Au 1er janvier 2024, Caumont est catégorisée commune rurale à habitat dispersé, selon la nouvelle grille communale de densité à sept niveaux définie par l'Insee en 2022.
Elle est située hors unité urbaine. Par ailleurs la commune fait partie de l'aire d'attraction d'Hesdin, dont elle est une commune de la couronne,. Cette aire, qui regroupe 28 communes, est catégorisée dans les aires de moins de 50 000 habitants,.

### Occupation des sols
L'occupation des sols de la commune, telle qu'elle ressort de la base de données européenne d’occupation biophysique des sols Corine Land Cover (CLC), est marquée par l'importance des territoires agricoles (95,5 % en 2018), une proportion identique à celle de 1990 (95,5 %). La répartition détaillée en 2018 est la suivante : 
terres arables (61,1 %), prairies (34,3 %), zones urbanisées (4,5 %), zones agricoles hétérogènes (0,1 %). L'évolution de l’occupation des sols de la commune et de ses infrastructures peut être observée sur les différentes représentations cartographiques du territoire : la carte de Cassini (XVIIIe siècle), la carte d'état-major (1820-1866) et les cartes ou photos aériennes de l'IGN pour la période actuelle (1950 à aujourd'hui).

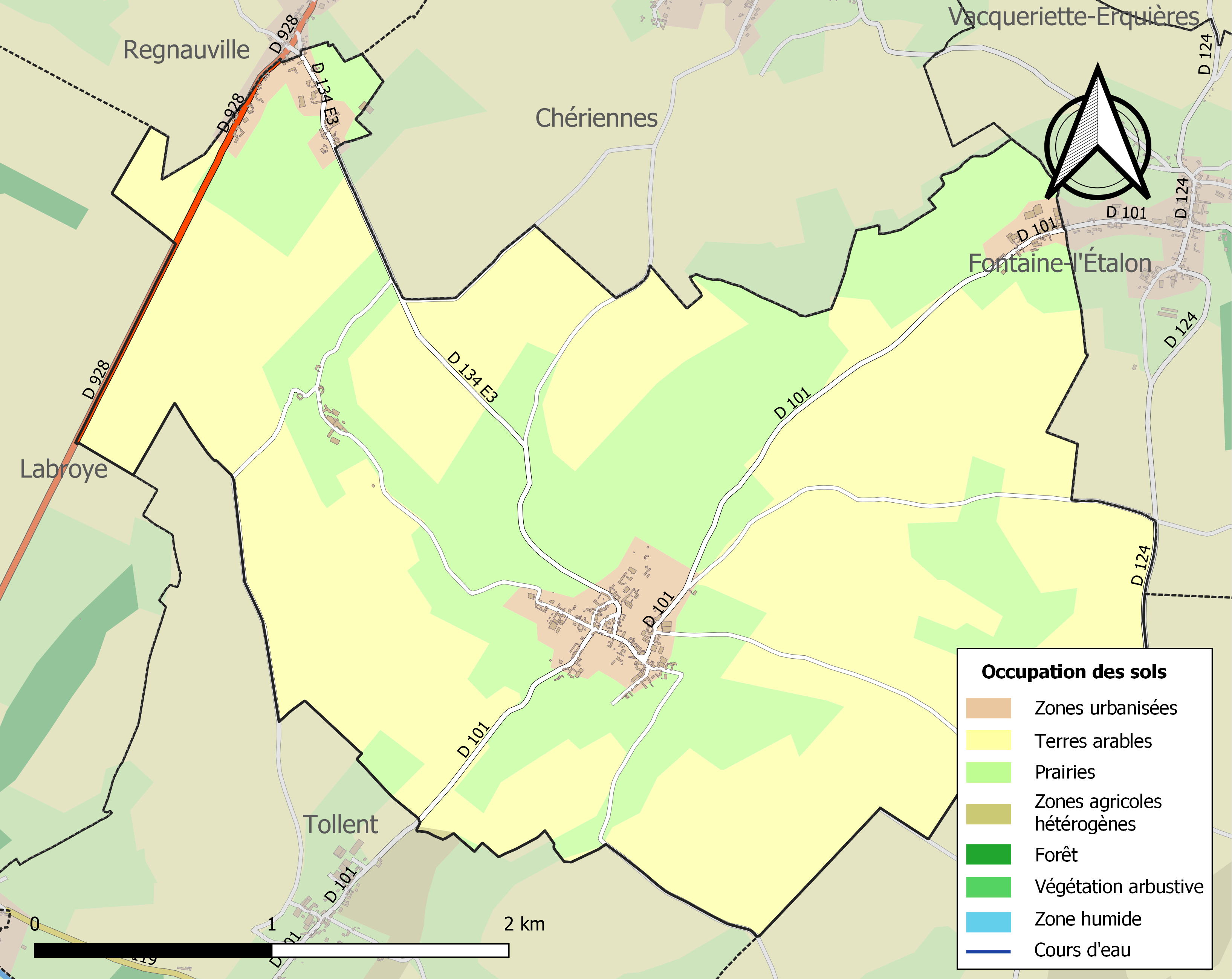
Carte des infrastructures et de l'occupation des sols de la commune en 2018 (CLC).

### Voies de communication et transports

#### Voies de communication
La commune est desservie par la route départementale D 101 et la D 928 qui relie Dunkerque et Abbeville.

#### Transport ferroviaire
La commune se trouve à 12 km de la gare d'Hesdin, située sur la ligne de Saint-Pol-sur-Ternoise à Étaples, desservie par des trains TER Hauts-de-France.

## Toponymie
| Formes successives du nom attestées pour la localité, - Calinons [lire : Calmons, 877 (Histor. de France, t. VIII, p. 664 D ; dipl. Car. Calvi) - Calvimons, 1058 (Histor. de France, t. XI, p. 599 D ; Le Carpentier) - Calmont, Kaumont, 1143 (pet. cart. de Dommartin, fo 18 ro ) - Calvus Mons, 1153 (pet. cart. de Dommartin, fo 42 vo ) - Caletus Mons, 1153 (Dict. histor. du P.-de-Cal., vo Caumont) - Caumonth, 1157 (pet. cart. de Dommartin, fo 53 ro ) - Calmunt, 1167 (abb. de Saint-André-au-Bois) - Caumunt, 1190 (cart. ms. d’Auchy, fo 41) - Caltmont, 1197 (D. Bét., cart. d’Auchy, p. 75) - Calidus Mons, 1202 (abb. de Saint-André-au-Bois) - Caumont, 1242 (cart. des chapellenies d’Arras, fo 16 vo ) - Chaumont, 1296 (ch. d’Art., A. 903, no 3) - Calomons, XIVe (Iper., c. 578) - Caumont, depuis 1793 et 1801 |

Variante de Chaumont.

## Politique et administration

### Découpage territorial
La commune se trouve dans l'arrondissement de Montreuil du département du Pas-de-Calais, depuis 1801.

#### Commune et intercommunalités
La commune est membre de la communauté de communes des 7 Vallées.

#### Circonscriptions administratives
La commune est rattachée au canton de Hesdin de 1801 à 2014, puis depuis 2015 au canton d'Auxi-le-Château.

#### Circonscriptions électorales
Pour l'élection des députés, la commune fait partie de la quatrième circonscription du Pas-de-Calais.

### Élections municipales et communautaires

#### Liste des maires
| Période                                  | Période                      | Identité       | Étiquette | Qualité                                                                     |
| ---------------------------------------- | ---------------------------- | -------------- | --------- | --------------------------------------------------------------------------- |
| Les données manquantes sont à compléter. |                              |                |           |                                                                             |
| mars 2001                                | En cours (au 5 février 2022) | Éric Révillion |           | Agriculteur Réélu pour le mandat 2014-2020, Réélu pour le mandat 2020-2026, |

## Équipements et services publics

### Justice, sécurité, secours et défense
La commune dépend du tribunal de proximité de Montreuil-sur-Mer, du conseil de prud'hommes de Boulogne-sur-Mer, du tribunal judiciaire de Boulogne-sur-Mer, de la cour d'appel de Douai, du tribunal de commerce de Boulogne-sur-Mer, du tribunal administratif de Lille, de la cour administrative d'appel de Douai et du tribunal pour enfants de Boulogne-sur-Mer.

## Population et société

### Démographie
Les habitants sont appelés les Caumontois.

#### Évolution démographique
L'évolution du nombre d'habitants est connue à travers les recensements de la population effectués dans la commune depuis 1793. Pour les communes de moins de 10 000 habitants, une enquête de recensement portant sur toute la population est réalisée tous les cinq ans, les populations de référence des années intermédiaires étant quant à elles estimées par interpolation ou extrapolation. Pour la commune, le premier recensement exhaustif entrant dans le cadre du nouveau dispositif a été réalisé en 2007.

En 2022, la commune comptait 153 habitants, en évolution de −9,47 % par rapport à 2016 (Pas-de-Calais : −0,72 %, France hors Mayotte : +2,11 %).
| 1793 | 1800 | 1806 | 1821 | 1831 | 1836 | 1841 | 1846 | 1851 |
| ---- | ---- | ---- | ---- | ---- | ---- | ---- | ---- | ---- |
| 518  | 613  | 520  | 620  | 669  | 688  | 686  | 665  | 621  |

| 1856 | 1861 | 1866 | 1872 | 1876 | 1881 | 1886 | 1891 | 1896 |
| ---- | ---- | ---- | ---- | ---- | ---- | ---- | ---- | ---- |
| 600  | 563  | 568  | 542  | 530  | 509  | 471  | 478  | 461  |

| 1901 | 1906 | 1911 | 1921 | 1926 | 1931 | 1936 | 1946 | 1954 |
| ---- | ---- | ---- | ---- | ---- | ---- | ---- | ---- | ---- |
| 426  | 410  | 411  | 358  | 345  | 328  | 319  | 342  | 345  |

| 1962 | 1968 | 1975 | 1982 | 1990 | 1999 | 2006 | 2007 | 2012 |
| ---- | ---- | ---- | ---- | ---- | ---- | ---- | ---- | ---- |
| 337  | 328  | 290  | 224  | 200  | 206  | 190  | 188  | 183  |

| 2017 | 2022 | - | - | - | - | - | - | - |
| ---- | ---- | - | - | - | - | - | - | - |
| 162  | 153  | - | - | - | - | - | - | - |

#### Pyramide des âges
En 2018, le taux de personnes d'un âge inférieur à 30 ans s'élève à 25,9 %, soit en dessous de la moyenne départementale (36,7 %). À l'inverse, le taux de personnes d'âge supérieur à 60 ans est de 32,1 % la même année, alors qu'il est de 24,9 % au niveau départemental.
En 2018, la commune comptait 81 hommes pour 80 femmes, soit un taux de 50,31 % d'hommes, légèrement supérieur au taux départemental (48,5 %).
Les pyramides des âges de la commune et du département s'établissent comme suit.
| Hommes | Classe d’âge | Femmes |
| ------ | ------------ | ------ |
| 1,2    | 90 ou +      | 1,2    |
| 11,0   | 75-89 ans    | 17,5   |
| 18,3   | 60-74 ans    | 15,0   |
| 31,7   | 45-59 ans    | 27,5   |
| 13,4   | 30-44 ans    | 11,2   |
| 15,9   | 15-29 ans    | 15,0   |
| 8,5    | 0-14 ans     | 12,5   |

| Hommes | Classe d’âge | Femmes |
| ------ | ------------ | ------ |
| 0,5    | 90 ou +      | 1,6    |
| 5,6    | 75-89 ans    | 8,9    |
| 16,7   | 60-74 ans    | 18,1   |
| 20,2   | 45-59 ans    | 19,2   |
| 18,9   | 30-44 ans    | 18,1   |
| 18,2   | 15-29 ans    | 16,2   |
| 19,9   | 0-14 ans     | 17,9   |

## Culture locale et patrimoine

### Lieux et monuments
- L'église Saint-Martin.
- Le monument aux morts[36].

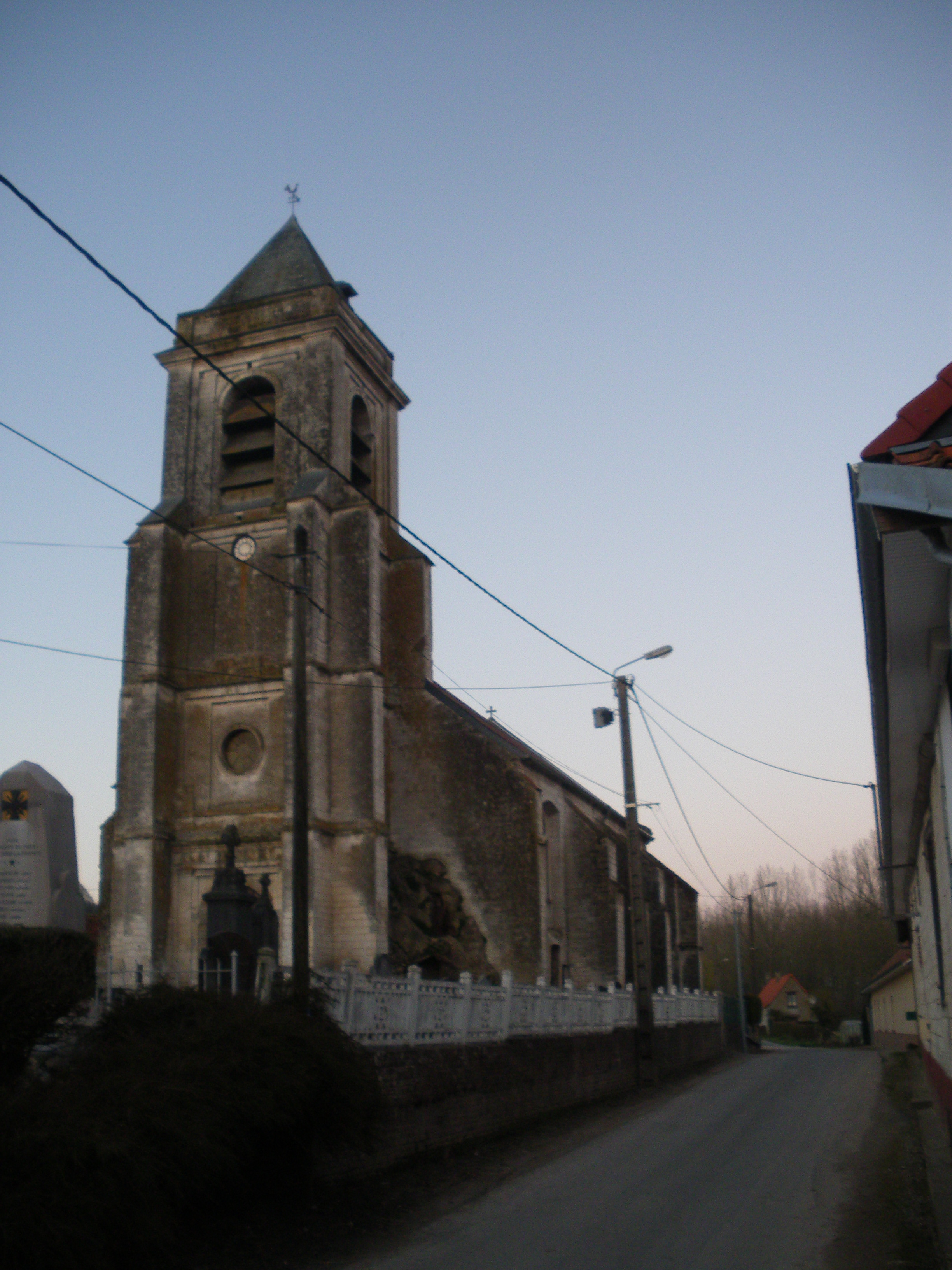
L'église.
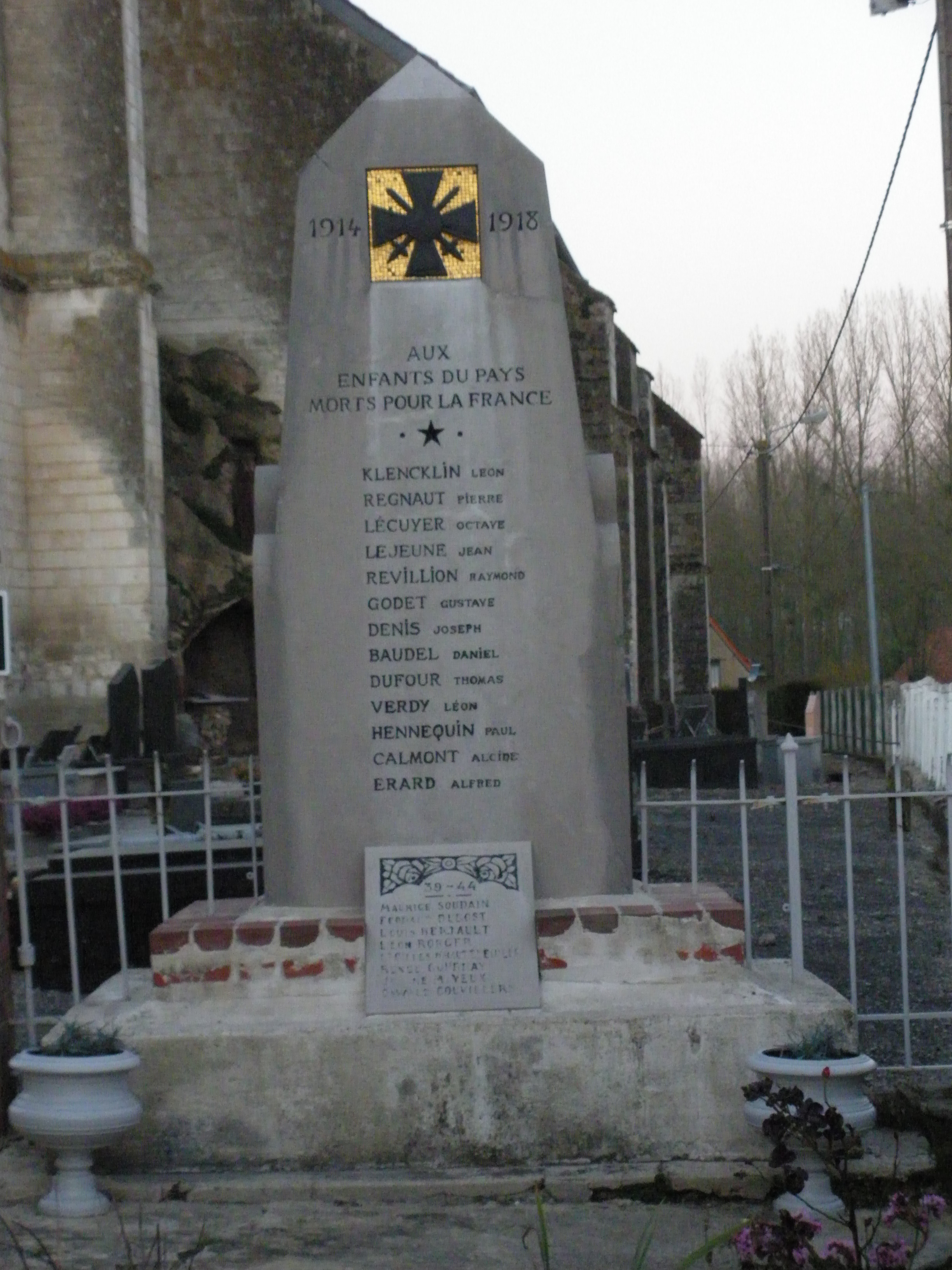
Le monument aux morts.

### Héraldique
| Blason de Caumont | Blason  | Écartelé : aux 1er et 4e d'argent à la bande d'azur accompagnée de deux tourteaux du même, aux 2e et 3e de gueules au lion d'argent. |
| Blason de Caumont | Détails | Le statut officiel du blason reste à déterminer.                                                                                     |

## Pour approfondir